# Trochomeriopsis
Trochomeriopsis é um género botânico pertencente à família Cucurbitaceae.

## Espécies
- Trochomeriopsis diversifolia

1. ↑  «Trochomeriopsis — World Flora Online». www.worldfloraonline.org. Consultado em 19 de agosto de 2020